# Stockport County F.C.
Stockport County Football Club er en engelsk fodboldklub fra byen Stockport,North West England. Klubben blev grundlagt i 1883 og har hjemmebane på Edgeley Park. Klubben spiller i League One. 

## Kendte spillere
- George Best